# Ракове (Тячівський район)
Ра́кове — село в Україні, у Вільховецькій сільській громаді Тячівського району Закарпатської області. Населення становить 968 осіб (станом на 2001 рік). Село розташоване на південному заході району.

## Географія
| Клімат Ракового         | Клімат Ракового | Клімат Ракового | Клімат Ракового | Клімат Ракового | Клімат Ракового | Клімат Ракового | Клімат Ракового | Клімат Ракового | Клімат Ракового | Клімат Ракового | Клімат Ракового | Клімат Ракового | Клімат Ракового |
| Показник                | Січ.            | Лют.            | Бер.            | Квіт.           | Трав.           | Черв.           | Лип.            | Серп.           | Вер.            | Жовт.           | Лист.           | Груд.           | Рік             |
| Середній максимум, °C   | 0,1             | 2,4             | 8,3             | 14,9            | 20,3            | 23,0            | 24,7            | 24,3            | 20,4            | 14,7            | 7,3             | 2,1             | 13,5            |
| Середня температура, °C | −3,4            | −1,1            | 3,8             | 9,5             | 14,6            | 17,4            | 19,0            | 18,5            | 14,8            | 9,5             | 3,9             | −0,7            | 8,8             |
| Середній мінімум, °C    | −6,8            | −4,6            | −0,7            | 4,2             | 8,9             | 11,9            | 13,3            | 12,7            | 9,2             | 4,3             | 0,5             | −3,5            | 4,1             |
| Норма опадів, мм        | 49              | 44              | 43              | 55              | 79              | 100             | 87              | 76              | 50              | 45              | 53              | 65              | 746             |
| ----------------------- | --------------- | --------------- | --------------- | --------------- | --------------- | --------------- | --------------- | --------------- | --------------- | --------------- | --------------- | --------------- | --------------- |
| Джерело:                |                 |                 |                 |                 |                 |                 |                 |                 |                 |                 |                 |                 |                 |

## Історія
Відоме з ХІХ століття.

## Населення
Станом на 1989 рік у селі проживали 964 особи, серед них — 492 чоловіки і 472 жінки.
За даними перепису населення 2001 року у селі проживали 968 осіб. Рідною мовою назвали:
| Мова       | Кількість осіб | Відсоток |
| ---------- | -------------- | -------- |
| українська | 959            | 99,07 %  |
| російська  | 8              | 0,83 %   |
| білоруська | 1              | 0,10 %   |

## Політика
Старостою сіл Вільзівці-Лази і Ракове є Майор Наталія Василівна, обрана на перших виборах 21 лютого 2016 року.
На виборах у селі Ракове працює окрема виборча дільниця, розташована в приміщенні школи. Результати виборів:
- Парламентські вибори 2006: зареєстровано 693 виборці, явка 62,91 %, найбільше голосів віддано за Партію регіонів — 38,53 %, за Блок Юлії Тимошенко — 24,08 %, за блок Наша Україна — 8,49 %[6].
- Парламентські вибори 2007: зареєстровано 702 виборці, явка 44,16 %, найбільше голосів віддано за Блок Юлії Тимошенко — 33,87 % за Партію регіонів — 28,71 %, за блок Наша Україна — Народна самооборона — 24,19 %[7].
- Вибори Президента України 2010 (перший тур): зареєстровано 733 виборці, явка 55,93 %, найбільше голосів віддано за Віктора Януковича — 42,20 %, за Юлію Тимошенко — 29,51 %, за Олександра Мороза — 6,59 %[8].
- Вибори Президента України 2010 (другий тур): зареєстровано 735 виборців, явка 58,23 %, з них за Віктора Януковича — 55,37 %, за Юлію Тимошенко — 40,19 %[9].
- Парламентські вибори 2012: зареєстровано 740 виборців, явка 40,00 %, найбільше голосів віддано за Всеукраїнське об'єднання «Батьківщина» — 33,45 %, за УДАР — 28,04 % та Партію регіонів — 26,01 %.[10] В одномандатному окрузі найбільше голосів отримав Василь Петьовка (Єдиний Центр) — 56,45 %, за Михайла Шелевера (Партія регіонів) — 30,65 %, за Олега Куцина (Всеукраїнське об'єднання «Свобода») — 4,84 %[11].
- Вибори Президента України 2014: зареєстровано 735 виборців, явка 36,33 %, з них за Петра Порошенка — 61,80 %, за Юлію Тимошенко — 28,84 %, за Олега Ляшка — 2,25 %[12].
- Парламентські вибори в Україні 2014: зареєстровано 795 виборців, явка 40,63 %, найбільше голосів віддано за Блок Петра Порошенка — 34,67 %, за партію «Народний фронт» — 32,82 % та Радикальну партію Олега Ляшка — 5,88 %[13]. В одномандатному окрузі найбільше голосів отримав Василь Дем'янчук (Народний фронт) — 56,66 %, за Василя Петьовку (самовисування) проголосували 39,32 %, за Володимира Богачика (Сильна Україна) — 0,93 %[14].

## Релігія
У селі є Храм святих жінок-мироносиць.

## Відомі мешканці
- Федоришин Микола Іванович (1981—2016) — старший солдат Збройних сил України, учасник російсько-української війни.